# رود کواگی
رود کواگی رودی است به River Ravensbourne می‌ریزد. این رود از کشور بریتانیا می‌گذرد. طول آن ۱۷ کیلومتر (۱۱ مایل) است.